# 韦尔特伊
韦尔特伊（法語：Vertheuil，法語發音：[vɛʁtœj]）是法国吉伦特省的一个市镇，位于该省西北部，梅多克半岛东侧，靠近吉伦特河口，属于莱斯帕尔梅多克区。

## 地理
韦尔特伊（45°15'1"N, 0°50'3"W）面积21.94 平方千米，位于法国新阿基坦大区吉倫特省，该省份为法国西南部沿海省份，是法國本土面积最大的省，北起滨海夏朗德省，西临大西洋，南至朗德省，东南接洛特-加龍省，东临多爾多涅省。
与韦尔特伊接壤的市镇（或旧市镇、城区）包括：圣瑟兰德卡杜尔讷、锡萨克梅多克、圣埃斯泰夫、圣日耳曼代斯特伊。

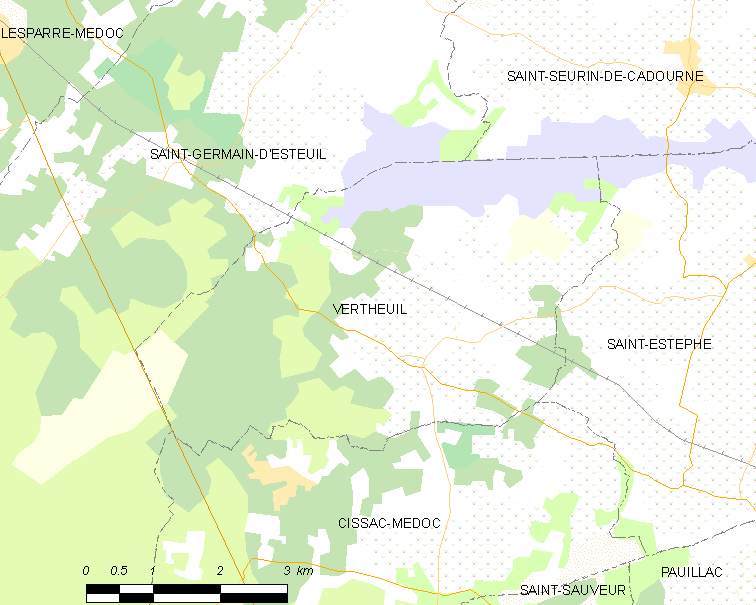
韦尔特伊的OSM定位图

韦尔特伊的时区为UTC+01:00、UTC+02:00（夏令时）。

## 行政
韦尔特伊的邮政编码为33180，INSEE市镇编码为33545。

## 政治
韦尔特伊所属的省级选区为北梅多克县。

## 人口

1962-2008年间韦尔特伊人口变化图示

韦尔特伊于2022年1月1日时的人口数量为1308人。